# Казанка (Большемуртинский район)
Казанка — деревня в Большемуртинском районе Красноярского края России. Входит в состав Верх-Казанского сельсовета.

## История
Основана в 1908 году. По данным 1926 года имелось 76 хозяйств и проживало 437 человек (в основном — татары). Функционировали школа I ступени и лавка общества потребителей. В административном отношении являлась центром Казанского сельсовета Больше-Муртинского района Красноярского округа Сибирского края.

## География
Деревня находится в центральной части края, в подтаёжно-лесостепном районе лесостепной зоны, на левом берегу реки Таловой, вблизи места впадения в неё реки Белой, на расстоянии приблизительно 21 километра (по прямой) к северо-западу от Большой Мурты, административного центра района. Абсолютная высота — 227 метров над уровнем моря.

## Население
| 2010 |
| ---- |
| 173  |

Гендерный состав
По данным Всероссийской переписи населения 2010 года в гендерной структуре населения мужчины составляли 47,4 %, женщины — соответственно 52,6 %.
Национальный состав
Согласно результатам переписи 2002 года, в национальной структуре населения татары составляли 76 % из 194 чел.

## Инфраструктура
Функционируют фельдшерско-акушерский пункт и дом культуры.

## Улицы
Уличная сеть деревни состоит из шести улиц.